# Часовня Преподобного Сергия при церкви Троицы в Полях
Часо́вня преподо́бного Се́ргия при церкви Троицы в Полях — часовня Китай-города в Москве построена в память о разобранной в 1820-е годы церкви преподобного Сергия.
Часовня снесена в 1934 году.

## История
В 1639 году у абсиды церкви Троицы в Полях на кладбище была построена деревянная церковь во имя Сергия Радонежского.
Между 1659 и 1664 годами князь Иван Воротынский построил на свои средства кирпичную церковь с тем же посвящением.
Между 1689 и 1714 годами боярин Тихон Стрешнев построил новую церковь. Позже она была разобрана. При разборке церкви оставили её западную часть, устроив в ней ризницу.
В 1827 году в церкви Троицы в Полях был устроен новый придел преподобного Сергия вместо разобранной отдельной церкви Сергия.

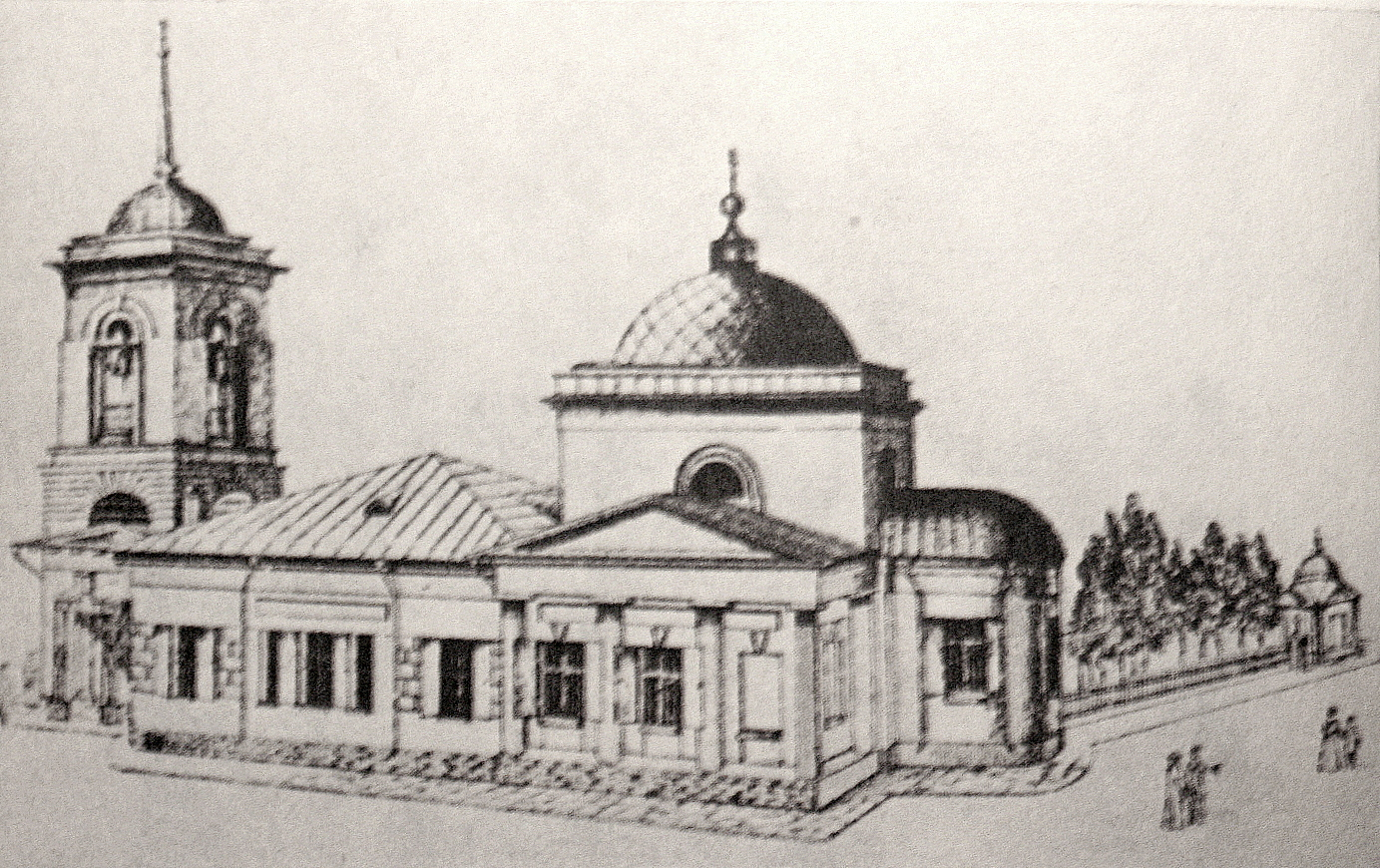
Сергиевская часовня в конце ограды церкви Троицы в Полях

В 1839 году на месте престола Сергиевской церкви возвели кирпичную часовню.
Снесена часовня, скорее всего, вместе с церковью Троицы в Полях в 1934 году. Сейчас на месте часовни — тротуар к востоку от памятника Ивану Фёдорову.